# Gerzsány Mária
Gerzsány Mária, névváltozat: Gerzsán (Kiskunmajsa, 1851. március 25. – Márianosztra, 1928. december 30.) okleveles szülésznő, kisteleki méregkeverő sorozatgyilkos. Gerzsány a sorozatgyilkosok fekete özvegy típusához tartozott, aki kezdetben családtagjait tizedelte mérgekkel, majd később továbblépvén egy egész vállalkozást épített a családjuk számára tehertételt jelentő emberek meggyilkolására. Mindössze három személy haláláért ítélték életfogytiglani börtönre, azonban sejthető, hogy közreműködésével ennél jóval több gyilkosságot követtek el a környékbeliek. Gerzsány Mária tevékenysége az elterjedt romantikus elképzelésektől igencsak elütő, kimondottan kedvezőtlen képet rajzol a korszak vidéki társadalmáról: egy olyan önpusztító közösséget, ahol a családtagok is a legnagyobb alattomossággal törnek egymás életére.

## Életpályája
Egyszerű alföldi parasztasszonyként élt. Katolikus családban született, Gerzsány Lajos és Halász Ilona leányaként. A társadalombiztosítás nélküli korszakban az asszony bábaként is dolgozott: betegek körül és szüléseknél segédkezett. (A kisteleki csendőrség nyomozásából kiderült, hogy Gerzsány bábaként a lelepleződése előtti években 95 szülést bonyolított, ebből 78 esetben halott gyermeket jelentett be az anyakönyvvezetőnek. Ez még a korszak csecsemőhalandósági adatainak ismeretében is kimagasló szám.) 
A bábaság mellett Gerzsány elsajátította a népi gyógyítás azon módszereit is, amelyet már a kortársak is a megvetést kifejező kuruzslás szóval írtak le. Később lányok prostituálásával és értékesítésével, illetve törvénytelen terhességmegszakítások elvégzésével is gyanúsították, ám ezek miatt nem ítélték el. Emberölési pere előtt Gerzsány ellen majd' két tucatnyi ügyben folyt eljárás, valamennyi eredménytelenül zárult. Gyilkossági ügyének kipattanása idején Török Antal cipészmesterrel élt a kisteleki Szegedi utcában, ahol házának homlokzatán szülésznőként hirdette magát. 1907. február 25-én kötöttek házasságot Kisteleken.
Gerzsány valóságos férjfaló volt, nem kevesebb mint öt férje volt, velük hol törvényesített, hol ún. vadházasságban élt együtt. Korábbi férjei (akik közül csak kettőnek neve maradt fenn, Fülöp Mátyás 1898-ban, Laczkó Ferenc 1905-ben) igen hasonló körülmények között, környezetük számára tragikus hirtelenséggel távoztak az élők sorából. További közös vonása a haláleseteknek, hogy halála idején valamennyi Gerzsány-férj életbiztosítással rendelkezett, amelynek kedvezményezettje Gerzsány Mária volt. A bíróság később a férjek közül egyedül Laczkó Ferenc meggyilkolását tudta Gerzsányra rábizonyítani.
1905-ben Gerzsány Laczkó Ferenc kisteleki gazdával élt együtt nem törvényesített házasságban. Gerzsány 340 koronás életbiztosítást kötött Laczkó Ferencre. Az addig egészséges parasztember 1905 decemberében ágynak esett és a hónap 11-ik napján meghalt. Halálának oka az az arzén volt, amelyet Gerzsány juttatott a szervezetébe. A későbbi per tanúvallomásai nyomán Gerzsányról kiderült, hogy a következő években valóságos praxist épített az arzénos családirtásra. Az arzén előállítása mellett arra is vállalkozott, hogy maga adja be a mérget az áldozatnak (pl. Lévai József esetében), illetve elégtelen hatás esetén erősebb mérget ad (Pálinkás-ügy). Gerzsány nem csak fogadta a gyilkossági megrendeléseket, de saját falujában ajánlotta is szolgáltatásait a vele szóba elegyedőknek. A falubeli csendőröknek igen nehéz dolguk volt, mivel a gyanús halálesetek után sem a betegekhez járó kuruzsló, sem a családtagok nem voltak érdekeltek az igazság felfedésében, az elhangzó tanúvallomások pedig egymásnak ellentmondóak, vádaskodók voltak. A hatóságok mindenesetre megpróbálták hátráltatni Gerzsányt: 1909-ben és 1910-ben is nagyobb összegű bírságokat szabtak ki rá. A csendőrség akkor tudott a mérgezések ügyében eredményt elérni, amikor egy együttműködésre kész asszony jelentkezett náluk.

## A méregkeverő lelepleződése
Gerzsány Mária 1911 júniusában ajánlotta fel szolgáltatását Pálinkás Jánosnénak. Pálinkásné sokat panaszkodott a férjére, Gerzsány pedig azt ajánlotta neki, hogy 60 koronáért arzént ad át számára, amivel megmérgezheti Pálinkás Jánost. Pálinkásné azonban az ajánlat elhangzása után a csendőrökhöz fordult. A kisteleki csendőrök számára Gerzsány már korábban is gyanús volt, ismerték a faluban a tevékenységéről terjedő történeteket. Rávették Pálinkásnét, hogy közösen buktassák le a méregkeverőt. Átadták számára a Gerzsány Mária által kért összeget, a pénzt pedig titokban megjelölték. A hatóságokkal együttműködő Pálinkásné megrendelte a gyilkos szert, a néhány nap múlva számára leszállított mérget pedig átadta a hatóságoknak. A méregkeverő asszony néhány nap múlva egészségesen látta Pálinkás Jánost, ezért sürgette Pálinkásnét, hogy adja be férjének a mérget. Azt is felajánlotta, hogy további hat koronáért erősebbet készít. Pálinkásné színleg megrendelte az erősebb mérget, majd ezt is továbbította a csendőröknek. A méreggel teli üvegeket a csendőrök a helyi gyógyszerésszel elemeztették, így már bizonyítékuk volt az asszony ellen. 1911. július 24-én Gerzsány Máriát letartóztatták. Házában megtalálták a Pálinkásné által a méregért kifizetett jelölt pénzérméket, illetve több sósborszesz üveget is, amelyekben egy-egy ember megmérgezéséhez bőségesen elegendő arzénra bukkantak.

## A per után
A kisteleki temetőben exhumálások kezdődtek. Kistelek felháborodott népe ekkor 40 mérgezéses halálesetet emlegetett, ám a hatóságok nem vállalkoztak az összes felderítésére. Az ügyészségi nyomozók kiásták az üggyel kapcsolatba hozható holttesteket, amelyekből mintát vettek. Laczkó Ferenc, illetve két Gerzsány Máriával kapcsolatba hozott személy (Sisák György és Lévai József) maradványaiból arzént mutattak ki. Több beidézett tanú is állította, hogy a nő javaslatot tett nekik egyes rokonaik meggyilkolására és az emberölés kivitelezéséhez mérget ajánlott fel. A vádakat az asszony azzal utasította el, hogy az ellene tanúskodókkal rossz személyes viszonyban volt, ezért azok bosszút akarnak állni rajta. A bizonyítékok azonban rendre a méregkeverő ellen szóltak. A bíróság gyilkosságért és gyilkosságban való bűnrészességért életfogytig tartó börtönbüntetésre ítélte Gerzsányt, aki 1912-ben a márianosztrai börtönben kezdte meg a büntetés letöltését. A kinti világ – amint az egy 1914-es Esti Ujság-cikkből kiderült – a börtönben is utolérte, de nem a bűnösökre lesújtó igazsággal: 4600 koronát örökölt fivére feleségének halála után, akinek az életbiztosításának a kedvezményezettje nem meglepő módon a kistelekiek Mari nénije volt.[forrás?]
Az asszony a következő hét évet börtönben töltötte, ám a magyar állam első világháborús vereségét követő zűrzavaros időszakban a Tanácsköztársaság idején szabadon engedték. Gerzsány hazautazott Kistelekre és feltehetően hozzákezdett kuruzslói praxisának felélesztéséhez. Még régi ügyfélkörére is rátalált: megbízást kapott egy alkoholista férj megmérgezésére. Az ügy nyomán kipattanó kölcsönös feljelentések után a hatóságok nem kockáztatták, hogy a már elítélt veszélyes bűnözőt szabadon hagyják. 1920. márciusában Gerzsány Máriát Márianosztrára szállították, hogy megkezdett életfogytiglani börtönbüntetését ott fejezze be. A kisteleki méregkeverő asszony a börtönben halt meg 1928-ban.